# باغ سلطان‌آباد
باغ سلطان آباد در ده سلطان آباد در جنوب شرقی شیراز و جنوب فرودگاه واقع است. در دوران قاجار این باغ یکی از باغ‌های مشهور و متعلق به فتحعلی خان صاحب دیوان و عبدالحسین میرزا فرمانفرما حکام شیراز بوده‌است. مؤلف کتاب آثار عجم دربارهٔ باغ مزبور می‌نویسد «باغ سلطان آباد در سمت جنوب شیراز به مساحت بیشتر از فرسنگی تا شهر باغی است فرح‌انگیز حدیقهٔ طرب‌آمیز و عمارتی شاهانه دارد.»